# 庫興氏症候群
庫欣氏症候群（法語：Le syndrome de Cushing）亦稱庫欣氏症候群、柯興氏綜合徵、皮質醇增多症，其中包括庫欣氏病（Cushing's disease，專指由原發性腦下腺瘤所引起的庫欣氏症候群），是一種內分泌病，是由於長時間接觸皮質醇或其分泌量過高而造成的一系列臨床表現與體徵。其臨床表現與體徵可能包括：高血壓、向心型肥胖（肚腩有贅肉但雙臂與雙腿較細）、皮肤扩张纹（紅色或紫色的短紋）、滿月臉（臉又圓又紅）、脂失養（水牛肩，兩肩中間有一較大腫塊）、肌肉無力、骨質疏鬆、粉刺、皮膚脆弱難以癒合等。女性患者還可能有毛髮偏多和月經不調的症狀。有時患者會出現情緒改變、頭痛以及長期疲倦等症狀。库欣氏症状通常以皮质醇增高为代表，其行为表达会处于易激惹状态，通常很容易处于情绪化证候中而不自知。其紫纹多见于大腿根部内侧和小腹下侧，在较强的压力应激状态下易发。高皮质醇也可在单纯情绪应激时爆发，也可在长期情绪化进程中得以强化。
庫欣氏症候群的成因有可能是強的松之類的類皮質醇藥物過量，也有可能是因為腫瘤分泌過多皮質醇，或是腫瘤造成腎上腺製造分泌過多的皮質醇產物，進而導致出現庫興氏症候群。由垂體腺瘤引起的病例被稱為庫欣氏症。庫欣氏症是在藥物治療庫欣氏症候群後第二常見病症。部分的腫瘤也可能造成庫欣氏症。其中一些遺傳相關的病症如多發性內分泌腫瘤症候群第一型和Carney綜合症。庫欣氏症的診斷需要一些步驟。第一步檢查病患服用的藥物。第二步在服用地塞米松後檢測尿液、唾液或血液中皮質醇的濃度。假使檢測結果為異常，可能是在深夜檢測皮質醇濃度。假如皮質醇濃度依然很高，檢測血液中促腎上腺皮質激素可以判定是否有腦垂體異常。
大部分的病例是可以接受治療且被治癒的。藉由藥物治療，這些病症通常可以慢慢減緩改善。若是因為腫瘤造成庫欣氏症，則可透過外科手術配上化學治療或放射治療來治療。如果病因是腦垂體異常，可能需要額外的藥物治療來取代腦垂體失去的功能。經過治療後，平均壽命通常與健康人一樣。有些無法透過手術切除所有腫瘤的患者死亡風險會有所提高
每年大約每一百萬人之中就有2至3人患上庫欣氏症候群。常見於20至50歲的人。女性患病的風險是男性的三倍之多。然而普遍常見的輕度皮質醇生產過剩並無明顯的病徵。在1932年，哈維·庫興最先發現庫欣氏症候群。其他動物也有可能患有庫欣氏症候群，如貓、狗和馬。

## 外部連結
- The European Register on Cushing's Syndrome （页面存档备份，存于）
- Patient information（PDF）
- Cushing's Support and Research Foundation （页面存档备份，存于）
- Brochure for Primary Care Physicians, to increase awareness of Cushing's syndrome
- The Pituitary Foundation providing support to patients with Cushing's and other pituitary disorders
- The difference between Cushing’s disease and other forms of Cushing’s syndrome